# マイク・フラナガン (映画監督)
マイク・フラナガン（Mike Flanagan、1978年5月20日 - ）は、アメリカ合衆国の映画監督、映画プロデューサー、脚本家、編集技師。
主にホラー映画の監督を務め、その多くで脚本、製作、編集も兼任している。彼のジャンプスケアに頼らない演出は、批評家から多くの称賛を集め、スティーヴン・キング、クエンティン・タランティーノ、ウィリアム・フリードキンなどの著名人からも支持を得ている。しかし皮肉なことに、『ミッドナイト・クラブ』の第1話において、テレビドラマの1エピソードにおけるジャンプスケアが21回というギネス世界記録を樹立している。フラナガンいわく、「これらのジャンプスケア・シークエンスは制作スタジオからの要望に応えたものであり、ジャンプスケアが無意味になるようにデザインした」と述べている。

## 来歴
マサチューセッツ州セイラムに生まれ、カトリック教徒の家庭で育つ。父親がアメリカ沿岸警備隊だったため、頻繁に転居を繰り返した。セイラムには1年間しか住んでいなかったが、その印象は強く、セイラム魔女裁判やそれに関連する怪談やホラー小説などに強い興味を持った。
10代の頃には、ニューヨーク州のガバナーズ島にも何年か滞在した。そこには廃墟や改装された刑務所がたくさん存在し、住んでいたアパートは南北戦争時代の古い砦の中にあった。怪談の面白さを知るには最高の場所だったという。
最終的にメリーランド州のブーイに辿り着き、大司教スポルディング高校に在籍した後、タウソン大学に進学した。中等教育の歴史の教師になるつもりだったが、同大学には映画学科があったため、これが素晴らしい選択肢だ思い専攻した。2年生になると自主映画を撮るようになり、その時に編集の仕方を学んだ。当時は、ラブストーリー映画を3本撮ったが、誰も見たがらないことに気づきホラー映画を撮るようになる。

## 経歴
2005年、地元のCM（主に自動車ディーラー向け）を制作する会社で働いており、そこのカメラ機器を使い自身初の映画『Oculus: Chapter 3 – The Man with the Plan』を製作した。製作資金が無かったため、ビジュアルを必要としないホラーストーリーを考え出す必要があった。結局、カリフォルニア州のヴェニスにあるコーヒーショップの裏で4日間かけて撮影した。
2019年2月、『ザ・ホーンティング・オブ・ブライマナー』の制作発表と同時に、度々タッグを組んでいたトレヴァー・メイシーが代表を務める制作会社イントレピッド・ピクチャーズにパートナーとして加わり、Netflixと独占契約を結んだことが発表された。
2021年7月、Netflixと提携し、コミックブック『Something Is Killing the Children』のパイロット版の執筆にとりかかっていると報じられた。2022年10月、フラナガンが降板したことが発表された。2023年2月、バラン・ボー・オダーとヤンチェ・フリーセが同プロジェクトを引き継いだことが報じられた。
2022年12月、フラナガンとイントレピッド・ピクチャーズはNetflixとの契約は更新せず、アマゾン・スタジオとファーストルック契約を結んだことが発表された。
2024年5月、ブラムハウスが手がける『エクソシスト』シリーズの立て直しを図るため、フラナガンが脚本・監督を務める新作映画の製作が発表された。本作は、前作『エクソシスト 信じる者』の続編とはならず「根本を覆すアプローチ」で企画されており、新たな『エクソシスト』ユニバースを舞台に完全に新しい物語が描かれる。同作が、13日の金曜日となる2026年3月13日に公開予定であると報じられた。

## 私生活
小学6年生の時に初めてスティーブン・キングの本に出会い、彼の作品は全て持っており、少なくとも3回は読んでいる。
ユダヤ教やヒンドゥー教、イスラム教などの研究に没頭し、その中でも数年間は仏教と深く関わり、ロサンゼルスにある寺院を探し求めたこともある。
以前、『人喰いトンネル MANEATER-TUNNEL』に出演したコートニー・ベルと交際しており、2人の間には息子がいる。2016年2月にケイト・シーゲルと結婚し、2人の間には娘が生まれた。
自身の作品の中でも特に『真夜中のミサ』に対する思い入れは強く、本作を「情熱的かつ極めて個人的なプロジェクトであり、カトリック教会で育った自身の生い立ちと、最終的に断酒と無神論に至った経験を扱った作品だ」と語っている。

## 主な作品

### 映画
| 年   | 題名                                                       | 役割 | 役割     | 役割           | 役割               | 備考                                                                      | *                    |
| 年   | 題名                                                       | 監督 | 脚本     | 製作           | 編集               | 備考                                                                      | *                    |
| ---- | ---------------------------------------------------------- | ---- | -------- | -------------- | ------------------ | ------------------------------------------------------------------------- | -------------------- |
| 2006 | Oculus: Chapter 3 – The Man with the Plan                  | Yes  | Yes      | Yes 製作総指揮 | Yes クレジットなし | 短編映画。 2013年に長編映画『オキュラス/怨霊鏡』としてリメイク。          |                      |
| 2011 | 人喰いトンネル MANEATER-TUNNEL Absentia                    | Yes  | Yes      | Yes            | Yes                |                                                                           |                      |
| 2013 | オキュラス/怨霊鏡 Oculus                                   | Yes  | Yes      | No             | Yes                | 2006年の短編『Oculus: Chapter 3 – The Man with the Plan』の長編リメイク。 |                      |
| 2016 | サイレンス Hush                                            | Yes  | Yes      | No             | Yes                |                                                                           |                      |
| 2016 | ソムニア -悪夢の少年- Before I Wake                        | Yes  | Yes      | No             | Yes                |                                                                           |                      |
| 2016 | ウィジャ ビギニング 〜呪い襲い殺す〜 Ouija: Origin of Evil | Yes  | Yes      | No             | Yes                |                                                                           |                      |
| 2017 | Dobaara: See Your Evil                                     | No   | Yes 原案 | Yes 製作総指揮 | No                 | 『オキュラス/怨霊鏡』のボリウッドリメイク。                               |                      |
| 2017 | ジェラルドのゲーム Gerald's Game                           | Yes  | Yes      | No             | Yes                | 原作はスティーブン・キングの同名小説                                      |                      |
| 2019 | ドクター・スリープ Doctor Sleep                            | Yes  | Yes      | No             | Yes                | 原作はスティーブン・キングの同名小説                                      |                      |
| 2025 | The Life of Chuck                                          | Yes  | Yes      | Yes            | Yes                | 原作はスティーブン・キングの同名小説                                      | [ 21 ] [ 22 ] [ 23 ] |
| TBA  | The Season of Passage                                      | Yes  | Yes      | No             | Yes                | 原作はクリストファー・パイクの同名小説                                    | [ 24 ]               |

### テレビシリーズ
| 年   | 題名                                                             | クレジット    | クレジット | クレジット     | クレジット | 備考                                                                              |
| 年   | 題名                                                             | 監督          | 脚本       | 製作           | 編集       | 備考                                                                              |
| ---- | ---------------------------------------------------------------- | ------------- | ---------- | -------------- | ---------- | --------------------------------------------------------------------------------- |
| 2018 | ザ・ホーンティング・オブ・ヒルハウス The Haunting of Hill House  | Yes           | Yes        | Yes 製作総指揮 | Yes        | 10エピソード 原作はシャーリイ・ジャクスンの同名小説                               |
| 2020 | ザ・ホーンティング・オブ・ブライマナー The Haunting of Bly Manor | Yes 第1話のみ | Yes        | Yes 製作総指揮 | Yes        | 9エピソード 原作はヘンリー・ジェイムズの『ねじの回転』                            |
| 2021 | 真夜中のミサ Midnight Mass                                       | Yes           | Yes        | Yes 製作総指揮 | Yes        | 7エピソード                                                                       |
| 2022 | ミッドナイト・クラブ The Midnight Club                           | Yes           | Yes        | Yes 製作総指揮 | Yes        | シーズン1で打ち切り 原作はクリストファー・パイクの同名小説                        |
| 2023 | アッシャー家の崩壊 The Fall of the House of Usher                | Yes           | Yes        | Yes 製作総指揮 | Yes        | 8エピソード 原作はエドガー・アラン・ポーの同名小説                                |
| TBA  | The Dark Tower（仮）                                             |               |            |                |            | 原作はスティーブン・キングの同名小説 TVシリーズを5シーズンと2本の映画の製作を構想 |